# Nomades du mouvement New Age
Pour les articles homonymes, voir Traveller.
Les nomades du mouvement New-Age (synonyme de et aussi appelés New Travelers) sont des personnes principalement situées au Royaume-Uni et proches des croyances New Age et de la culture hippie ou bohème des années 1960. Avant la répression des années 1990, les nomades du mouvement New-Age circulaient entre les festivals de musique gratuits et les foires. New Travellers fait également référence à ceux qui n'appartiennent pas de manière traditionnelle à un groupe ethnique nomade mais qui ont choisi de mener un mode de vie nomade.
Il existe plusieurs sous-cultures de nomades du mouvement New-Age, notamment les nouveaux nomades. et les nomades numériques apparus avec l'ère numérique, la mondialisation et le voyage à travers le monde.
Le moyen de transport et la maison d'un nomade du mouvement New-Age peuvent être un van habitable, un vardo[réf. nécessaire], un camion, un bus, une voiture ou une caravane transformé en maison mobile tout en utilisant également un abri sauvage improvisée, un tipi ou une yourte. Certains nomades New Age et nouveaux nomades peuvent séjourner dans des chambres d'hôtes ou chez l'habitant, ou payer pour un logement abordable et bon marché tout en vivant dans différents endroits du monde dans le cadre de leur style de vie de nomades.
Les voyageurs « New Age » sont en grande partie originaires de la Grande-Bretagne des années 1980 et du début des années 1990, où ils ont été brièvement surnommés péjorativement de « crusties » en raison de leur association avec « la saleté incrustée, la saleté en tant que symbole délibérément adopté du grotesque, une prise de position en résistance contre la société, une preuve des difficultés de la vie nomades. » Cependant, les nomades du mouvement New-Age peuvent être issus de tous les horizons et de toutes les classes socio-économiques.

## Histoire

### Origines
Le mouvement trouve son origine dans les festivals gratuits des années 1960 et 1970 tels que le Windsor Free Festival, les premiers festivals de Glastonbury, Elephant Fayres et les immenses festivals gratuits de Stonehenge en Grande-Bretagne. Cependant, les cultures itinérantes en Grande-Bretagne existaient déjà, notamment les pèlerins itinérants, les compagnons et les commerçants itinérants, ainsi que les voyageurs irlandais, les groupes roms et autres.

### Convoi de la paix
Au Royaume-Uni, dans les années 1980, les mobil-homes des voyageurs – généralement de vieilles camionnettes, des camions et des bus (y compris à deux étages) – se déplaçaient en convois. Un groupe de voyageurs est devenu connu sous le nom de Convoi de la Paix après des visites dans des camps de la Paix associés à la Campagne pour le désarmement nucléaire (CND). Le mouvement a rencontré une opposition ferme de la part du gouvernement britannique et des grands médias, illustrée par les tentatives des autorités d'empêcher le festival gratuit de Stonehenge d'avoir lieu, et la bataille de Beanfield qui en a résulté en 1985. D'après le journal  The Guardian, cette dernière donnera lieu à l'une des les plus grandes arrestations massives de civils depuis au moins la Seconde Guerre mondiale, peut-être l'une des plus importantes de l'histoire juridique anglaise.

### Lectures complémentaires et liens externes
(juin 2025).
- Medias liés aux nomades du mouvement New Age sur Wikimedia Commons

- O'Brien, Mark et Ashford, Chris. « Les « groupes tribaux » dans la Grande-Bretagne moderne : théorie juridique, pratique juridique et droits de l'homme » [2002/3] Questions contemporaines de droit Vol 6, numéro 2 180-206
- Gardner, Pierre. "Brigands médiévaux, images d'une année du convoi hippie" Publié en 1987 par Redcliffe, Bristol. (ISBN 0-948265-02-7)
- Colville, Fergus. Timeshift: New Age Travelers BBC Four, août 2005
- Lodge Alan, Une galerie d'images de voyageurs New Age, datant principalement des années 80 et 90 Récupéré le 04/11/2008
- Sharkey's Busbarn, Gypsy Faire "Beaucoup de ces images [de Nouvelle-Zélande] proviennent de Chris Fay, ancien rédacteur en chef et éditeur de Roadhome NZ, une publication aujourd'hui disparue pour les routiers."
- Staff, BBC 2003, Inside Out, BBC, 20 janvier 2003, "Après avoir été contraint de camper illégalement pendant des années, le Conseil de Brighton est le premier à introduire un site légal pour les voyageurs New Age".
- Worthington, Andy (juin 2005) The Battle of the Beanfield, Enabler Publications and Training Services, (ISBN 0-9523316-6-7) , (ISBN 978-0-9523316-6-7)
- Worthington, Andy (juin 2004). Stonehenge : célébration et subversion, Alternative Albion, (ISBN 1-872883-76-1) , (ISBN 978-1-872883-76-2)
- « UK Hippy », sur web.archive.org, 18 septembre 2009 (consulté le 20 mars 2024), site web communautaire de contre-culture

- Site web communautaire de contre-culture Tribal Living.

- Une lumière différente Les jeunes voyageurs dans l’Amérique contemporaine : une interview